# Pablo Desvernine y Galdós
Pablo Desvernine y Galdós (La Habana, 1854-La Habana, 1935) fue un político, profesor y diplomático cubano, secretario de Estado de la República de Cuba.

## Biografía
Nacido en 1854 en La Habana, en cuya universidad ingresó, pasó la mayor parte de su vida en su ciudad natal, con excepción de periodos en los Estados Unidos, el primero de ellos uno en la Universidad de Columbia para seguir sus estudios. En 1899 fue nombrado secretario de Hacienda por el general Brooke, el gobernador militar estadounidense.

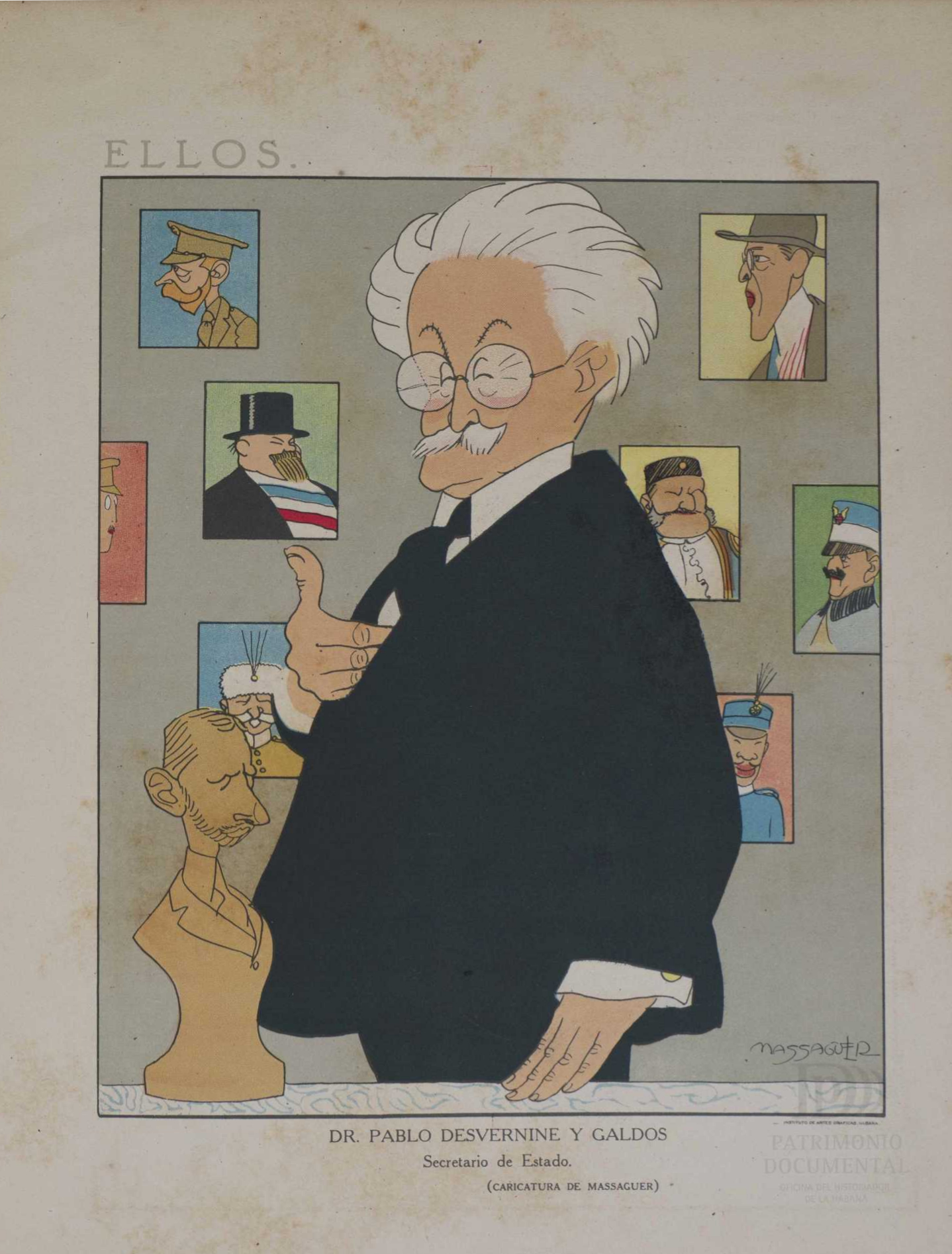
Retratado por Massaguer en la revista Social (1918)

En 1900 fue nombrado profesor de Derecho Civil, en 1911 fue escogido presidente de la Exposición de Agricultura, Industrias, Artes y Labores. En 1913 el presidente Mario García Menocal le nombró enviado extraordinario y ministro plenipotenciario en Washington y en 1914 fue nombrado secretario de Estado.
Fue autor de obras como El derecho y la sociología (1900), Conferencia sobre el problema monetario de Cuba (1904) y Discurso leído en la apertura del curso académico de 1910 a 1911 (1910). Falleció en El Vedado el 20 de diciembre de 1935 y habría sido enterrado presumiblemente en el cementerio de Colón.